# Список українських альпіністів, що загинули в горах
Список українських альпіністів, що загинули в горах

Безенгійська ущелина. Міссес-Кош. Українська альпіністка покладає квіти до підніжжя меморіальної стіни пам'яті загиблих альпіністів.

Пам'ять про кожного з них хоч в якійсь мірі повинна бути збережена.
З різних джерел, що стало можливим, внесені: прізвище, ім'я, по батькові, місце проживання в Україні, вік, спортивна кваліфікація, дата загибелі, вершина, категорія складності маршруту, причина.
Сподіваємося, що з допомогою родичів, друзів загиблих зможемо з часом внести також відсутні дані.
Скорочення:
- нов — новачок;
- зн — значкіст;
- р — розряд;
- кмс — кандидат в майстри спорту;
- мс — майстер спорту;
- мсмк — майстер спорту міжнародного класу;
- змс — заслужений майстер спорту.

| П.І.Б., місто, вік, спортивна кваліфікація            | Дата загибелі | Вершина, категорія складності маршруту | Причина                                                  |
| ----------------------------------------------------- | ------------- | -------------------------------------- | -------------------------------------------------------- |
| Ареф'єв Володимир Павлович Вінниця, 30, 2р            | 18.08.1986    | Чаухі, 4А                              | зрив з «живим» каменем на 50 м (перебито обидві мотузки) |
| Арсентьєв Євгеній В. Київ, 25, 2р                     | 12.08.1989    | Жигулі, 3Б                             | зрив на скелях на 30 м                                   |
| Бабін Олег Фавієвич Алчевськ, 73, мс                  | 26.07.2008    | Сулахат, 2А                            | зрив                                                     |
| Багдасаров Едуард Рубенович Харків, 39, мс            | 19.08.1969    | Міссес, 3А                             | каменепад                                                |
| Бадигін Роман Михайлович Запоріжжя, 39, мс            | 21.08.1974    | Хан-Тенгрі, 5Б                         | зрив, перехльост зв'язок                                 |
| Баранник Борис Димитрійович Сєвєродонецьк, 42, 1р     | 12.07.1973    | Аманауз, 3Б                            | лавина                                                   |
| Барова Тетяна Олександрівна Харків, 24                | 23.08.1938    | Ушба (С), 4А                           | на спуску, гроза?                                        |
| Баронов Київ                                          | 1993          | Хан-Тенгрі                             | лавина на бівак, 5900 м                                  |
| Бачинська Валентина Ф. Львів                          | 15.08.1979    | перевал Кашалаяк                       | падіння у відкриту тріщину                               |
| Безлюдний Олег П. Київ, 25, 1р                        | 01.08.1993    | Ушба (Півд.), 6А                       | зрив зв'язки                                             |
| Беляєв Леонід А. Дніпропетровськ, 48, 1р              | 10.08.1983    | Пік Перемоги, 5Б                       | серцева недостатність, 6700 м                            |
| Бершова Тамара Петрівна Харків, 28, 2р                | 10.07.1974    | Пік МНР (Центр.), 4А                   | відсутність страхівки                                    |
| Бібик Ю. Г. Кривий Ріг, 28, 2р                        | 31.07.1968    | Чатин, 3А                              | зрив, рятувальні роботи                                  |
| Блінов Віталій Георгійович Одеса, 33, 1р              | 05.08.1984    | Джайлик, 5Б                            | зрив, жумаром обрізало мотузку                           |
| Бодник Віталій Миколайович Київ, 32, мс               | 25.07.1981    | 6457 (Памір)                           | зрив на спуску                                           |
| Большаков Ігор Олександрович Харків, 26, 2р           | 29.07.1991    | Ушба, 5А                               | зрив на льоді                                            |
| Бондаренко Володимир В. Київ, 3р                      | 03.05.1980    | Циндишхо, (2-га), 3Б                   | лавина                                                   |
| Бондаренко Сергій Олександрович Харків, 31, мс        | 26.07.1987    | Клари Цеткін, 6                        | лавина                                                   |
| Василенко Геннадій Іванович Ялта, 46, мс              | 05.10.1996    | Шишабангма, 5А                         | лавина на 6400 м, (не знайдено)                          |
| Верпатов В'ячеслав Київ, 35, кмс                      | 1993          | Хан-Тенгрі                             | лавина на бівак, 5900 м                                  |
| Вирич В'ячеслав Київ, 27                              | 05.08.2004    | Хан-Тенгрі, 5А                         | лавина                                                   |
| Вітюк Юрій Донецьк, 62, кмс                           | 04.08.1997    | Ельбрус (В), 2А                        | пропав на спуску                                         |
| Волков Сергій Тимофійович Донецьк, 33, кмс            | 11.08.1974    | Погребецького, 5Б                      | серцева недостатність                                    |
| Воробйов Михайло Севастополь, 41, кмс                 | 07.08.1996    | Башкара, 6А                            | льодовий обвал                                           |
| Галицький Ігор Ф. Київ, 29, кмс                       | 29.06.1989    | Аманауз, 6А                            | каменепад                                                |
| Гарник Станіслав Іванович Донецьк, 33, 2р             | 10.08.1991    | Уллукара, 4Б                           | зрив, без страхівки                                      |
| Гетьман Олег Андрійович Івано-Франківськ, 25, 3р      | 09.07.1977    | Цухгарти, 2А                           | обрив карнізу                                            |
| Гладкий Геннадій Анатолійович Київ, 25, 3р            | 29.07.1980    | Домбай (Гол.), 3Б                      | падіння каменя (плити)                                   |
| Глуховцев Артур Ілліч Київ, 29, мс                    | 08.08.1964    | Ушба (Півд.), 5Б                       | руйнування системи страхівки                             |
| Голощапов Віктор Михайлович Харків, 42, мс            | 29.07.1991    | Ушба, 5А                               | зрив на льоду, не знайдено                               |
| Голуб Віталій Д. Київ 25, 1р                          | 31.07.1968    | Чатин, 3А                              | зрив, рятувальні роботи                                  |
| Гореліков Володимир Григорович Горлівка, 34, 2р       | 27.07.1968    | Вільна Іспанія, 4А                     | зрив                                                     |
| Горобій Анатолій Сергійович Харків, 33, кмс           | 11.07.1986    | Пік МНР (Півн.-Схід.), 4Б              | зрив на скелях, розрив мотузки                           |
| Горунович Іван Київ, 21, 1р                           | 01.08.1993    | Ушба (Півд.), 6А                       | зрив зв'язки                                             |
| Горюнов Микола Вікторович Київ, 32, мс                | 28.02.2004    | Уллукара, 5А                           | лавина?                                                  |
| Гриненко Віктор Є. Херсон, 1р                         | 26.08.1975    | Каракольський, 5А                      | зрив на льоду, 4 чол.                                    |
| Губар Анатолій Донецьк, кмс                           | 26.07.2008    | Сулахат, 2А                            | зрив з гребеня                                           |
| Даниленко Лариса Йосипівна Київ, 3р                   | 01.05.1990    | Кругозор Мирди, 2а                     | лавина                                                   |
| Датчук Олександр Київ, 43, 3р?                        | 16.08.1998    | Коштан, 4Б                             | зрив в льодову тріщину                                   |
| Зайцев Володимир Олізарович Київ, 32, 1р              | 11.08.1980    | Шхельда, 5Б                            | розряд блискавки                                         |
| Зюзін Вадим Олександрович Дніпропетровськ, 41, кмс    | 18.07.1981    | Башкара, 5Б                            | гостра серцева недостатність?, переохолодження           |
| Ібрагім-Заде Дмитрій Давидович Одеса, 39, мс          | 10.07.1994    | К2 (Чоґорі), 5Б                        | зрив на льоду вище 8000 м (поховано на місці)            |
| Камінер Марк Львович Київ, 26, 3р                     | 12.11.1979    | Койавган, 3А                           | обрив снігового карнізу                                  |
| Капірулін Ігор Іванович Івано-Франківськ, 33?         | 09.08.1993    | Хан-Тенгрі, 5А                         | зрив на 6900 м                                           |
| Карась Владислав Тихонович Харків 27                  | 1958          | Долра, пп                              | вирив крюка на страхівці                                 |
| Карпенко Богдан Костянтинович Київ, 41, 1р            | 01.-8.1970    | Ушба, хрест, 5Б                        | зрив, обрив мотузки                                      |
| Карпенко Роман Київ, 24, 2р                           | 18.08.2002    | Шхара - Ляльвер, 6А                    | соло, пропав                                             |
| Квасніцер Леонід Абрамович Харків, 24, 2р             | 26.07.1970    | Селеград, (3Б)                         | зрив                                                     |
| Клименко Олександр Володимирович Дніпро, 21, 2р       | 03.07.1982    | Башхаауз, 3А                           | Переохолодження, (серцево-судинна недостатність)         |
| Ковтун Василь Григорович Київ, 39, мс                 | 25.07.1981    | 6457 м (Памір)                         | зрив на спуску                                           |
| Кокатко Марія О. Львів, 31, 1р                        | 08.08.1978    | Птиш, 3Б                               | зрив                                                     |
| Колганенко Лідія Іванівна Харків, 25, 1р              | 12.08.1976    | Гумачі, 1Б                             | тріщина                                                  |
| Колдуров Олег Миколайович Херсон, 39,                 | 06.08.1991    | Руставелі, 4А                          | зрив на спуску, падіння в тріщину вниз головою           |
| Колесник Віктор Миколайович Київ, 24, 2р              | 09.08.1976    | Північна, 3А                           | каменепад                                                |
| Коляда Микола Терентійович Харків, 28                 | 30.07.1935    | при переході льодовика Шхельда         | льодовий обвал,, на Ушбинському льодопаді                |
| Комаров Борис О. Київ, 36, 1р                         | 28.07.1974    | Пік Комунізму                          | падіння в тріщину                                        |
| Копитко Василь Миколайович Одеса, 34, кмс             | 09.05.1999    | Еверест, 5Б                            | пропав на ~8500 м, (не знайдено)                         |
| Кравченюк Юрій П. Львів 3р                            | 02.08.1966    | Дубль пік, 3А                          | зрив                                                     |
| Крамарев Сергій Полтава, 44, 2р                       | 21.02.2007    | Вільної Кореї, 5Б                      | зрив                                                     |
| Краснощоков Микола Олексійович Сєвєродонецьк, 60, кмс | 01.08.1992    | Хан-Тенгрі                             | зрив на 6950 м                                           |
| Кривоший Марк Ківович Харків, 33, 1р                  | 01.08.1971    | Мрія, 5Б                               | зрив, «живий» камінь                                     |
| Кругліков Леонід Григорович Луганськ, 31, кмс         | 25.07.1977    | Джигіт, 5Б                             | лавина                                                   |
| Крушель Георгій Євгенович Львів                       | 20.07.1958    | Пік МНР (Центр.), 4Б                   | зрив зв'язки, «живий» камінь                             |
| Крижанівський Андрій Стрий, 32, 1р                    | 30.06.1993    | Доломіт (С), 3А                        | зрив на скелях                                           |
| Кустовський Анатолій Олексійович Київ, 48 мс          | 08.08.1973    | Пік Комунізму, 6 пп                    | помер на 7000 м (залишено на місці)                      |
| Лапченко Володимир Федорович Київ, 33, кмс            | 30.07.1986    | Міжиргі (В), 5Б                        | зрив на скелях на 30 м                                   |
| Лебеденко Сергій Одеса, 23, кмс                       | 09.08.2003    | Дих-тау, 5Б                            | льодовий обвал                                           |
| Левицька Олена Вільєвна Запоріжжя, 22, 3р             | 29.07.1991    | Трапеція, 2А                           | каменепад, зрив                                          |
| Леньов Володимир Афанасійович Київ, 37, 2р            | 07.07.1977    | Ерцог, 4А                              | лавина                                                   |
| Леньова Ніна Володимирівна Київ, 23, зн.              | 29.07.1991    | Трапеція, 2А                           | каменепад, зрив                                          |
| Леонтьєв Костянтин Одеса, 23, кмс                     | 09.08.2003    | Дих-тау, 5Б                            | льодовий обвал                                           |
| Лещенко Сергій І. Харків, 21, 2р                      | 24.08.1983    | Птиш, 3А                               | зрив                                                     |
| Линьов Володимир І. Київ, 28, кмс                     | 29.06.1989    | Аманауз, 6А                            | каменепад                                                |
| Лобунець Олексій Леонідович Київ, 16, зн.             | 29.07.1991    | Трапеція, 2А                           | каменепад, зрив                                          |
| Луцюк Владимир Андрійович Київ, 1р                    | 27.08.1967    | Москвич, 3а                            | зрив                                                     |
| Ляхимець Сергій Київ, 34, кмс                         | 02.1994       | в Карпатах                             | лавина (на лижах)                                        |
| Маленко Київ, 3р                                      | 12.11.1979    | Койавган, 3А                           | обрив сніжного карнізу                                   |
| Мандельзо Київ, 3р                                    | 12.11.1979    | Койавган, 3А                           | обрив сніжного карнізу                                   |
| Мар'єнко Валерій Леонідович Івано-Франківськ, 2р      | 09.07.1977    | Цухгарти, 2А                           | обрив карнізу                                            |
| Мащенко Микола Михайлович Київ, 36, мсмк              | 28.07.1971    | Андирчі, 3Б                            | збило брилою льоду                                       |
| Михайлець Сергій Одеса, 25, 1р                        | 1975          | Пік Комунізму, 5Б                      | зрив на снігу                                            |
| Морєв Анатолій Григорович Харків, 39, 1р              | 14.07.1977    | Тихонова-Коштан, 5А                    | на біваку вночі зрив, обрив самострахівки                |
| Мороз Сергій Харків, 29, 1р                           | 24.02.1998    | Вільна Іспанія, 5Б                     | льодова тріщина                                          |
| Московиченко Сергій Віталійович Київ, 42              | 05.08.2004    | Хан-Тенгрі, 5А                         | лавина                                                   |
| Москальцов Олексій Вадимович Харків, 36, мсмк         | 26.07.1987    | Клари Цеткін, 6                        | лавина (не знайдено)                                     |
| Мясников Олександр Федорович Київ, 42                 | 05.08.2004    | Хан-Тенгрі, 5А                         | лавина                                                   |
| Найдін Володимир Є. Київ, 27, 3р                      | 03.05.1980    | Циндишхо (2-га), 3Б                    | лавина                                                   |
| Науменко Ольга М. Київ, 23, 3р                        | 19.08.1975    | Марух, 3Б                              | зрив напарника                                           |
| Неліпович Павло Володимирович Київ, 27, кмс           | 16.08.1969    | Ушба (Півн.), 6                        | зрив с мотузки на 200 м, відсутність страхівки           |
| Нелупов В'ячеслав Андрійович Одеса, 30, мс            | 07.11.1963    | Ай-Петрі (Крим)                        | «живий» камінь                                           |
| Нестеров Аркадій О. Донецьк, 37, кмс                  | 13.07.1989    | Домбай (Зах.), 6А                      | зрив на 20 м                                             |
| Новосильський Федір Стрий, 38, кмс                    | 30.06.1993    | Доломіти (С), 3А                       | зрив на скелях                                           |
| Носков Ігор А. Львів                                  | 20.07.1958    | Пік МНР (Центр.), 4Б                   | зрив зв'язки, «живий» камінь                             |
| Овчинников Сергій Дніпро, 29, 1р                      | 24.02.1998    | Вільна Іспанія, 5Б                     | льодова тріщина                                          |
| Озерковський Сергій Володимирович Львів, 25, 2р       | 28.07.1988    | Урал (З), 4Б                           | зрив, відсутність страхівки                              |
| Олесова А. М. Запоріжжя, 3р                           | 04.05.1967    | Ельбрус, 2А                            | льодова тріщина                                          |
| Омельянов Дмитро Володимирович Одеса, 24, 2р          | 26.07.1991    | Мрія, 5А                               | зрив на 25 м                                             |
| Орлов Валерій Львів, 44, кмс                          | 14.07.1992    | Советских Школьников, 5Б               | спуск, петля зіскочила з виступу                         |
| Оробей Ігор Олександрович Одеса, 36, мс               | 21.07.1984    | льодовик Кашкаташ                      | провал в тріщину на 20 м, відсутність страхівки          |
| Остапов Вадим Нікополь, 33                            | 28.02.1999    | Ельбрус, 2А                            | зрив поривом вітру                                       |
| Палій Іван Миколайович Сєвєродонецьк, 35, кмс         | 25.07.1977    | Джигіт, 5Б                             | лавина знесла намет в тріщину, 3 люд.                    |
| Пархоменко Олександр Леонтійович Одеса, 42, мс        | 10.07.1994    | К2 (Чоґорі), 5Б                        | замерзання на 8000 м (поховано на місці)                 |
| Пастух Віктор Іванович Харків, 39, мсмк               | 05.10.1996    | Шишабангма, 5А                         | лавина на 6400 м (не знайдено)                           |
| Пестріков Володимир Валерійович Дніпро, 40, мс        | 15.07.2003    | Хідден-пік                             | льодовий обвал, 6000 м                                   |
| Пивоваров Юхим Абрамович Київ, 28, 2р                 | 08.02.1966    | Пік Нурсултан, 4Б                      | лавина                                                   |
| Польський Максим Київ, 23, 1р                         | 28.02.2004    | Уллукара, 5А                           | лавина?                                                  |
| Полянин Дмитро Костянтинович Харків, 25, 1р           | 29.07.1991    | Ушба, 5А                               | зрив на льоді                                            |
| Пономарьов Юрій Григорович Дніпро, 1р                 | 21.07.1965    | Шхельда, 5Б                            | «жива» плита                                             |
| Попов І. Одеса,                                       | 07.01.1992    | Семенов-баші, 1Б                       | лавина                                                   |
| Попов Ігор Г. Донецьк, 43, 1р                         | 21.07.1981    | Двойняшка, 4Б                          | зрив                                                     |
| Портной Борис М. Київ, 39, 3р                         | 02.08.1973    | Пік МНР, 3Б                            | зрив на спуску, нема самострахівки                       |
| Прасол Ігор Харків, 34, 1р                            | 23.07.1999    | Джангі (В), 4Б                         | зрив                                                     |
| Прудніков В'ячеслав Іванович Київ, 37, 2р             | 07.07.1977    | Ерцог, 4А                              | лавина                                                   |
| Ренда Євген Д. Івано-Франківськ, 27, 3р               | 18.08.1981    | Домбай (Півд.), 3А                     | зрив, помер у лікарні 21.08                              |
| Ромашкін Володимир Іванович Івано-Франківськ, 3р      | 09.07.1977    | Цухгарти, 2А                           | обрив карнізу                                            |
| Ростальной Олександр Суми, 33, кмс                    | 28.02.2004    | Улукара, 5А                            | лавина?                                                  |
| Рудь Ігор Юрійович Харків, 3р                         | 12.07.1985    | Джан-Туган, 3А                         | лавина, асфіксія                                         |
| Рибаков Микола Петрович Алчевськ, 28, кмс             | 25.07.1977    | Джигіт, 5Б                             | лавина                                                   |
| Рибалка Костянтин Павлович Дніпро, 32, мс             | 18.08.1984    | Пік Перемоги, 5Б                       | замерзання, 7400 м                                       |
| Савенко Володимир О. Дніпро, 32, 3р                   | 11.08.1989    | Замін-Карор, 5Б                        | зрив                                                     |
| Салагаєв Ігор С. Кривий Ріг, 25, 1р                   | 18.07.1980    | Пік Комунізму, 5А                      | гірська хвороба, 6900 м (помер в лікарні)                |
| Сапога Євген Олександрович Донецьк, 25, мс            | 21.08.1974    | Хан-Тенгрі, 5Б                         | зрив, перехльост зв'язок                                 |
| Севастьянов Андрій Станіславович Бровари, 24, зн.     | 29.07.1991    | Трапеція, 2А                           | каменепад, зрив                                          |
| Сидоренко Микола М. Харків, 2р                        | 20.07.1975    | 5215, 4Б пп                            | зрив                                                     |
| Сидушкін Володимир Дніпро, 42, 1р                     | 03.08.1993    | плато Джан-Туган                       | помер в наметі вночі                                     |
| Соколов Юрій Анатолійович Київ, 32, 1р                | 06.08.1988    | Миралі, 5Б                             | на ночівлі, удар каменем                                 |
| Старинська Людмила В'ячеславівна Харків, 34, 2р       | 10.07.1974    | Пік МНР (Ц), 4А                        | відсутність страхівки                                    |
| Степаненко В'ячеслав Володимирович Харків, 22, 2р     | 29.07.1991    | Ушба, 5А                               | зрив на льоді                                            |
| Стехін Олег І. Київ, 31, 3р                           | 13.09.1989    | Віа-тау, 2А                            | Зрив напарника                                           |
| Стрельников Юрій Михайлович Харків, 47, мс            | 28.02.2004    | Уллукара, 5А                           | лавина?                                                  |
| Супрун Євген Тимофійович Київ, 33, 2р                 | 07.07.1977    | Ерцог, 4А                              | лавина                                                   |
| Сухий Олександр Київ, 27, 2р                          | 18.08.1992    | Домбай (Зах.), 4Б                      | зрив з каменем                                           |
| Таран Ігор В. Харків, 20, 3р                          | 04.11.1975    | Казбек                                 | падіння в тріщину                                        |
| Тарасенко Наталія О. Донецьк, 27, 2р                  | 28.07.1981    | Домбай (Півд.), 3А                     | зрив на снігу                                            |
| Терзиул Владислав Олександрович Одеса, 51, змс        | 18.05.2004    | Макалу, 5Б                             | пропав під час спуску                                    |
| Тимохін Віталій Олексійович Київ, 1р                  | 08.08.1964    | Ушба (Півд.), 5Б                       | руйнування системи страхівки                             |
| Тимошенко Олександр Київ, 26, зн.                     | 06.08.2001    | Белалакая (М), 2А                      | зрив зв'язки на снігу, помер в лікарні 21.09             |
| Тодрис Олександр Борисович Донецьк, 19, 2р            | 01.08.1991    | Діамар (Гол.), 5А                      | зрив на 40 м (помер в лікарні 04.08)                     |
| Трацевич Олексій Іванович Харків, 33, мс              | 18.08.1984    | Пік Перемоги, 5Б                       | пропав в районі ~7400 м, (4 люд.)                        |
| Туренко Сергій Кривий Ріг, 32, кмс                    | 27.02.1995    | Ушба (Півн.), 6А                       | зрив                                                     |
| Уваров Петро Я. Київ, 28, 3р                          | 19.08.1975    | Марух, 3Б                              | зрив на скелях                                           |
| Уфімцев Володимир Дмитрович Львів, 39, мс             | 28.07.1984    | льодовик Б. Саук-Дара                  | падіння в потік, що заніс його до гроту                  |
| Ущаповський Олександр Одеса, 24, кмс                  | 09.08.2003    | Дих-тау, 5Б                            | льодовий обвал                                           |
| Федорук Анатолій І. Київ, 32, кмс                     | 18.08.1984    | Пік Перемоги, 5Б                       | пропав на 7400 м (4 люд.)                                |
| Філатова Олена Василівна Дніпро, 22, 3р               | 12.07.1973    | Аманауз, 3Б                            | лавина                                                   |
| Філенко Володимир Макіївка, 30, кмс                   | 21.08.1974    | Хан-Тенгрі                             | зрив, перехльост зв'язок                                 |
| Форостян Віталій Юрійович Київ, 34, мс                | 18.08.1984    | Пік Перемоги, 5Б,                      | пропав в районі ~7400 м (4 люд.)                         |
| Харалдін Олексій Вікторович Одеса, 38, мс             | 10.07.1994    | К2 (Чоґорі), 5Б                        | замерзання на 8000 м (поховано на місці)                 |
| Хітрікова Марія Володимирівна Дніпро, 21,             | 04.03.2012    | Ельбрус                                | ?Зрив на крутому схилі при спуску в непогоду             |
| Цембалистий Ігор Романович Івано-Франківськ, 3р       | 09.07.1977    | Цухгарти, 2А                           | обрив карнізу                                            |
| Чеканова Галина Київ, 35, мс                          | 13.10.1994    | Дхаулагірі, 5А                         | зрив на 7350 м (не знайдено)                             |
| Черешньова Валентина Михайлівна Сєвєродонецьк, 26, 3р | 28.07.1971    | Андирчі, 3Б                            | зрив, брила льоду                                        |
| Черніков Олег Донецьк, 22, кмс                        | 21.08.1974    | Хан-Тенгрі                             | зрив, перехльост зв'язок                                 |
| Шалабанов Олег Вікторович Київ, 26, 1р                | 01.09.1987    | Замок, 5А                              | зрив на перилах, зажим зламано                           |
| Шварц Сергій Запоріжжя, кмс                           | 21.08.1974    | Хан-Тенгрі                             | зрив, перехльост зв'язок                                 |
| Шевляков Артур Володимирович Лисичанськ, 17, зн.      | 09.08.1982    | а/л Шхельда, скельні заняття           | кам'яна брила упала                                      |
| Шульгін Є. Харків                                     | 21.07.1934    | Кальпер                                | камінь в голову                                          |
| Щетинкіна Марія Миколаївна Запоріжжя, 26, 2р          | 01.09.1984    | Алаудин, 4Б                            | зрив зв'язки на скелях                                   |
| Щукін Андрій В. Київ, 3р                              | 03.05.1980    | Циндишхо (2-га), 3Б                    | лавина                                                   |
| Зубрицький Микола Сергійович Кіровське, 35,           | 05.2014       | Ельбрус                                | лавина                                                   |
| Могила Володимир Федорович Одеса, кмс                 | 01.06.2016    | Ельбрус                                |                                                          |
| Александров Євген                                     | 18.07.2018    | Тетнульд                               | зрив                                                     |
| Михалко Володимир Дмитрович Київ, 67, кмс             | 28.10.2019    | Ломницький Штит                        | зрив                                                     |
| Скрильова Ірина, Київ, 30                             | 28.10.2019    | Ломницький Штит                        | зрив                                                     |

## Ресурси Інтернета
- Список альпинистов (СССР, СНГ), погибших в горах [Архівовано 9 липня 2015 у Wayback Machine.]
- RISK - альпинизм - Risk.Ru